# Cabana de Marta
La Cabana de Marta és una cabana de bosc del terme municipal de Conca de Dalt, dins de l'antic terme d'Hortoneda de la Conca, pertanyent al poble de Pessonada.
Està situada al sud-est de Pessonada, a la partida de Viars, a la dreta del Torrent Salat, a llevant de la Borda de Cotura. És al sud-oest de Viars i al nord-oest dels Noguers de Santa.